# Bora Bora
 For alternative betydninger, se Bora Bora (flertydig). (Se også artikler, som begynder med Bora Bora)
 Bora Bora er en ø tilhørende Selskabsøerne i Fransk Polynesien beliggende i Stillehavet ca. midt i mellem Sydamerika og Australien. Øen har ca. 8800 indbyggere og ligger ca. 230 km nordvest for Tahiti som er hovedøen i Fransk Polynesien. Arealet af selve Bora Bora er 29,3 km² og den ubeboede Tupai atol som ligger 20 km derfra og administrativt er under Bora Bora er 11 km² stor. Øen er af vulkansk oprindelse med de to toppe Mount Pahia (661 m) og Mount Otemanu (727 m) og er omkranset af koralrev hele vejen rundt. Hovedbyen på Bora Bora er Vaitape med et indbyggertal på ca. 5000 personer (2007). Øen er afhængig af turister og der er anlagt en del luksushoteller bl.a. rundt på koralrevet.

## Historie
Øen menes at være blevet befolket omkring det 4 århundrede. Den første europæer som opdagede den var den hollandske søfarer Jakob Roggeven i 1722. Senere i 1769 først passerede og i 1777 besøgte James Cook Bora Bora. I 1820 blev der etableret en engelsk missionstation fra på øen. Under 2. verdenskrig var øen base for amerikanske styrker som bl.a. anlagde øens landingsbane, men øen var ikke med i kamphandlinger under krigen. Basen blev officielt lukket d. 2 juni 1946. Indtil 1962, hvor Faa´a International Airport i Papette på Tahiti åbnede, var lufthavnen hovedlufthavn i Fransk Polynesien. I dag betjener Air Tahiti lufthavnen med fly til bl.a. Papeete. 

## Administration
Bora Bora og Tupai atollen er administrativt en kommune (municipality) under Leward øgruppen i Selskabsøerne i Fransk Polynesien. Bora Bora er et feriested. 
16°29′40″S 151°44′11″V / 16.49444°S 151.73639°V